# Oosterhout (Gueldre)
Pour les articles homonymes, voir Oosterhout.
Oosterhout est un village situé dans la commune néerlandaise d'Overbetuwe, dans la province de Gueldre. Le 1er janvier 2008, le village comptait 2 356 habitants.